# Suflet japonez
Suflet japonez este un roman în trei volume scris de Gheorghe Băgulescu și apărut prima oară în 1937, la Editura Ziarului Universul. Tema romanului este povestea realǎ a celor patruzeci și șapte de ronini credincioși, care și-au rǎzbunat seniorul cu prețul propriilor vieți. Întâmplǎrile descrise se petrec între anii 1700 și 1702, dar romancierul realizează și o prezentare a înaintașilor celor doi protagoniști care ajung în conflict, Asano Naganori și Kira Yoshinaka. Cartea a apărut inițial în limbile franceză și engleză, sub titlul Yamato Damashii, fiind apoi tradusă în română (1939) și în japoneză (1943).
Împăratul Japoniei i-a decernat lui Gheorghe Băgulescu Ordinul „Tezaurul Sacru”, clasa a III-a, în anul 1939, ca apreciere pentru scrierea cărții Suflet japonez.